# Liste der Deutschen Meister im Sommerbiathlon
Die Liste der Deutschen Meister im Sommerbiathlon führt alle Medaillengewinner in der Leistungsklasse bei Deutschen Meisterschaften im Crosslauf-Sommerbiathlon seit der ersten Austragung 1999.
Die Liste führt sowohl die Medaillengewinner in den Wettbewerben mit dem Kleinkalibergewehr, wie sie international bei den Sommerbiathlon-Europameisterschaften und auch früher bei den Sommerbiathlon-Weltmeisterschaften, bis zu deren Umstellung auf reine Rennen auf Rollski, Verwendung finden, als auch die Medaillengewinner in den Luftgewehr-Meisterschaften, bei denen traditionell weitaus mehr Athleten an den Start gehen. Erfolgreichste Athletin ist Monika Liedtke, die in ihrer Karriere 53 Medaillen in allen Rennarten gewinnen konnte, darunter 33 Titel. Zwischen 2001 und 2007 dominierte sie den Sommerbiathlon in Deutschland bei den Frauen, nur zwei ihrer Titel gewann sie nicht in Einzel-, sondern in Staffelrennen. Zwischen 2001 und 2006 blieb sie auf Einzelstrecken ungeschlagen.

## Frauen

### Kleinkaliber

#### Sprint
| Meisterschaft | Meisterschaft        | Gold             | Silber            | Bronze            |
| ------------- | -------------------- | ---------------- | ----------------- | ----------------- |
| 1999          | Clausthal-Zellerfeld | Claudia Welscher | Dörte Krüger      | Sandra Helmholz   |
| 2000          | Clausthal-Zellerfeld | Claudia Welscher | Dörte Krüger      | Sandra Helmholz   |
| 2001          | Jagdhaus             | Monika Liedtke   | Sandra Helmholz   | Dörte Krüger      |
| 2002          | Clausthal-Zellerfeld | Monika Liedtke   | Claudia Welscher  | Sandra Helmholz   |
| 2003          | Willingen            | Monika Liedtke   | Stefanie Glöckner | Sandra Helmholz   |
| 2004          | Bayerisch Eisenstein | Monika Liedtke   | Stefanie Glöckner | Yvette Roch       |
| 2005          | Altenberg            | Monika Liedtke   | Birgit Kotiers    | Stefanie Glöckner |
| 2006          | Oberhof              | Monika Liedtke   | Sinja Trotter     | Nicole Kneller    |
| 2007          | Frankenhain          | Monika Liedtke   | Nicole Kneller    | Stefanie Glöckner |
| 2008          | Bayerisch Eisenstein | Monika Liedtke   | Nicole Kneller    | Sonja Deiß        |
| 2009          | Zinnwald             | Judith Wagner    | Nicole Kneller    | Monika Liedtke    |
| 2010          | Zinnwald             | Judith Wagner    | Sonja Deiß        | Julia Baiker      |
| 2011          | Bayerisch Eisenstein | Judith Wagner    | Sonja Deiß        | Anna Rosenhuber   |
| 2012          | Frankenhain          | Thordis Arnold   | Judith Wagner     | Michaela Höcht    |
| 2013          | Altenberg            | Grit Otto        | Thordis Arnold    | Anna Rosenhuber   |
| 2014          | Sonnenberg (Harz)    | Thordis Arnold   | Judith Wagner     | Grit Otto         |
| 2015          | Bayerisch Eisenstein | Judith Wagner    | Kerstin Schmidt   | Anna Rosenhuber   |
| 2016          | Altenberg            | Thordis Arnold   | Judith Wagner     | Jana Landwehr     |
| 2017          | Altenberg            | Kerstin Schmidt  | Judith Wagner     | Jana Landwehr     |
| 2018          | Bayerisch Eisenstein | Judith Wagner    | Grit Otto         | Anja Fischer      |
| 2019          | Sonnenberg (Harz)    | Kerstin Schmidt  | Anja Fischer      | Jana Landwehr     |
| 2021          | Sonnenberg (Harz)    | Kerstin Schmidt  | Jana Landwehr     | Milena Eimann     |
| 2022          | Neubau (Fichtelberg) | Kerstin Schmidt  | Jana Landwehr     | Melanie Eccarius  |

#### Verfolgung
| Meisterschaft | Meisterschaft        | Gold             | Silber            | Bronze           |
| ------------- | -------------------- | ---------------- | ----------------- | ---------------- |
| 1999          | Clausthal-Zellerfeld | Claudia Welscher | Dörte Krüger      | Sandra Helmholz  |
| 2000          | Clausthal-Zellerfeld | Claudia Welscher | Dörte Krüger      | Sandra Helmholz  |
| 2001          | Jagdhaus             | Monika Liedtke   | Sandra Helmholz   | Dörte Krüger     |
| 2002          | Clausthal-Zellerfeld | Monika Liedtke   | Claudia Welscher  | Sandra Helmholz  |
| 2003          | Willingen            | Monika Liedtke   | Stefanie Glöckner | Sandra Helmholtz |
| 2012          | Frankenhain          | Thordis Arnold   | Judith Wagner     | Grit Otto        |

#### Massenstart
| Meisterschaft | Meisterschaft        | Gold            | Silber             | Bronze             |
| ------------- | -------------------- | --------------- | ------------------ | ------------------ |
| 2004          | Bayerisch Eisenstein | Monika Liedtke  | Stefanie Glöckner  | Kirsten Mühlenkamp |
| 2005          | Altenberg            | Monika Liedtke  | Kirsten Mühlenkamp | Nicole Kneller     |
| 2006          | Oberhof              | Monika Liedtke  | Nicole Kneller     | Sinja Trotter      |
| 2007          | Frankenhain          | Monika Liedtke  | Nicole Kneller     | Stefanie Glöckner  |
| 2008          | Bayerisch Eisenstein | Nicole Kneller  | Monika Liedtke     | Sonja Deiß         |
| 2009          | Zinnwald             | Judith Wagner   | Lena Schäfer       | Kirsten Mühlenkamp |
| 2010          | Zinnwald             | Judith Wagner   | Sonja Deiß         | Stefanie Glöckner  |
| 2011          | Bayerisch Eisenstein | Judith Wagner   | Stefanie Glöckner  | Sonja Deiß         |
| 2013          | Altenberg            | Judith Wagner   | Thordis Arnold     | Grit Otto          |
| 2014          | Sonnenberg (Harz)    | Judith Wagner   | Thordis Arnold     | Kerstin Schmidt    |
| 2015          | Bayerisch Eisenstein | Judith Wagner   | Kerstin Schmidt    | Anna Wahls         |
| 2016          | Altenberg            | Thordis Arnold  | Judith Wagner      | Annika Schlegel    |
| 2017          | Altenberg            | Judith Wagner   | Jana Landwehr      | Kerstin Schmidt    |
| 2018          | Bayerisch Eisenstein | Judith Wagner   | Kerstin Schmidt    | Grit Otto          |
| 2019          | Sonnenberg (Harz)    | Kerstin Schmidt | Jana Landwehr      | Nele Gewehr        |

#### Einzel
| Meisterschaft | Meisterschaft     | Gold            | Silber        | Bronze      |
| ------------- | ----------------- | --------------- | ------------- | ----------- |
| 2021          | Sonnenberg (Harz) | Kerstin Schmidt | Jana Landwehr | Nele Gewehr |

#### Staffel
| Meisterschaft | Meisterschaft        | Gold                                                        | Silber                                                      | Bronze                                                        |
| ------------- | -------------------- | ----------------------------------------------------------- | ----------------------------------------------------------- | ------------------------------------------------------------- |
| 2005          | Altenberg            | SachsenBettina Kempe Karin Scherwat Yvette Roch             | –                                                           | –                                                             |
| 2006          | Oberhof              | Württemberg I Judith Wagner Andrea Pögl Sinja Trotter       | Berlin-BrandenburgJanine Hoppe Janet Franz Monika Liedtke   | SachsenMandy Glauch Karin Scherwat Bettina Kempe              |
| 2007          | Frankenhain          | Württemberg II Judith Wagner Annika Pfeil Andrea Pögl       | BerlinJeannine Hoppe Janet Franz Monika Liedtke             | SachsenFranziska Hartung Bettina Kempe Yvette Roch            |
| 2008          | Bayerisch Eisenstein | Württemberg ILena Schäfer Annika Pfeil Andrea Pögl          | BerlinMaike Stumpf Sonja Deiß Monika Liedtke                | Württemberg IIJulia Baiker Vanessa Kluge Ann-Tina Weippert    |
| 2009          | Zinnwald             | Württemberg IAnna Wahls Lena Schäfer Judith Wagner          | BerlinSonja Deiß Maike Stumpf Monika Liedtke                | Württemberg IIFeline Wilkens Ann-Tina Weippert Julia Baiker   |
| 2010          | Zinnwald             | Württemberg ILena Schäfer Julia Baiker Judith Wagner        | Sachsen IIBirgit Beuermann Constanze Schmorl Yvette Roch    | –                                                             |
| 2011          | Bayerisch Eisenstein | Württemberg IJudith Wagner Lena Schäfer Julia Baiker        | BerlinMaike Stumpf Ildiko Schiller Sonja Deiß               | BayernJulia Kaiser Susanne Albrecht Tamara Pritz              |
| 2012          | Frankenhain          | Württemberg IJudith Wagner Anna Wahls Franziska Mast        | Niedersachsen IStephanie Jesse Lilli Mette Rieka Saucke     | Württemberg IILaura Weiler Doren Köppe Nazli Ekici            |
| 2013          | Altenberg            | Württemberg IFranziska Mast Lisa Kellermann Judith Wagner   | Bayern IMelanie Schmidt Julia Vogler Anna Rosenhuber        | Sachsen-Anhalt IGrit Otto Anne Pietrasik Sandra Wickmann      |
| 2014          | Sonnenberg (Harz)    | Württemberg ILisa Kellermann Franziska Mast Judith Wagner   | Saarland IJana Degel Jana-Janina Scherer Annika Schlegel    | Berlin IIldiko Schiller Maike Stumpf Sonja Deiß               |
| 2015          | Bayerisch Eisenstein | WürttembergAnna Wahls Lisa Kellermann Judith Wagner         | WestfalenFrederike Grah Nina Winterkamp Jana Landwehr       | Bayern IAnna Rosenhuber Stefanie Felgenhauer Simone Sternthal |
| 2016          | Altenberg            | WestfalenThordis Arnold Nina Winterkamp Jana Landwehr       | WürttembergAnna Mast Nazl Hacibaiyramoglu Judith Wagner     | BerlinMaike Stumpf Ildiko Schiller Sonja Deiß                 |
| 2017          | Altenberg            | Westfalen INina Chomse Frederike Grah Jana Landwehr         | Württemberg IAnja Fischer Franziska Mast Judith Wagner      | Württemberg IIAnna Mast Nazl Hacibaiyramoglu Marie Kast       |
| 2018          | Bayerisch Eisenstein | Hessen IIILaura-Marie Wehrum Lilith Grupe Katharina Käthner | Bayern IIAnnika Kroiß Theresa Krausenecker Celina Sternthal | Württemberg IAnja Fischer Lia Nonnenmacher Judith Wagner      |
| 2019          | Sonnenberg (Harz)    | Württemberg ILisa Kohler Julia Vogler Anja Fischer          | Niedersachsen IMilena Eimann Rika Böttcher Nele Gewehr      | Niedersachsen IIFrances Kaiser Merle Leuner Maja Suttkus      |
| 2021          | Sonnenberg (Harz)    | Niedersachsen IVNele Gewehr Milena Eimann Stephanie Jesse   | Württemberg IAnja Fischer Madlen Guggenmos Eva Keller       | Sachsen-Anhalt IRonja Twieg Stefanie Ihle Amy Fabienne Dunkel |

### Luftgewehr

#### Sprint
| Meisterschaft | Meisterschaft        | Gold            | Silber             | Bronze             |
| ------------- | -------------------- | --------------- | ------------------ | ------------------ |
| 2000          | Clausthal-Zellerfeld | Monika Liedtke  | Sonja Deiß         | Gabriele Rutkowski |
| 2001          | Jagdhaus             | Monika Liedtke  | Gabriele Rutkowski | Sonja Deiß         |
| 2002          | Clausthal-Zellerfeld | Monika Liedtke  | Gabriele Rutkowski | Dagmar Pade        |
| 2003          | Willingen            | Monika Liedtke  | Nicole Kneller     | Gabriele Rutkowski |
| 2004          | Bayerisch Eisenstein | Monika Liedtke  | Nicole Kneller     | Birgit Kotiers     |
| 2005          | Altenberg            | Monika Liedtke  | Nicole Kneller     | Gabi Bodenstein    |
| 2006          | Oberhof              | Monika Liedtke  | Nicole Kneller     | Annette Stöcker    |
| 2007          | Frankenhain          | Monika Liedtke  | Nicole Kneller     | Annette Stöcker    |
| 2008          | Bayerisch Eisenstein | Nicole Kneller  | Anita Cruchten     | Monika Liedtke     |
| 2009          | Zinnwald             | Anita Cruchten  | Nicole Kneller     | Sonja Deiß         |
| 2010          | Zinnwald             | Judith Wagner   | Anna Rosenhuber    | Andrea Ziegler     |
| 2011          | Bayerisch Eisenstein | Judith Wagner   | Anna Rosenhuber    | Sonja Deiß         |
| 2012          | Frankenhain          | Thordis Arnold  | Maike Stumpf       | Nazli Ekici        |
| 2013          | Altenberg            | Thordis Arnold  | Judith Wagner      | Grit Otto          |
| 2014          | Sonnenberg (Harz)    | Thordis Arnold  | Judith Wagner      | Anna Rosenhuber    |
| 2015          | Bayerisch Eisenstein | Thordis Arnold  | Judith Wagner      | Kerstin Schmidt    |
| 2016          | Altenberg            | Thordis Arnold  | Kerstin Schmidt    | Sarah Heuberger    |
| 2017          | Altenberg            | Kerstin Schmidt | Anita Flack        | Jana Landwehr      |
| 2018          | Bayerisch Eisenstein | Judith Wagner   | Anja Fischer       | Maike Stumpf       |
| 2019          | Jagdhaus             | Jana Landwehr   | Kerstin Schmidt    | Anja Fischer       |
| 2021          | Sonnenberg (Harz)    | Kerstin Schmidt | Annabel Handt      | Anja Fischer       |

#### Verfolgung
| Meisterschaft | Meisterschaft        | Gold           | Silber             | Bronze          |
| ------------- | -------------------- | -------------- | ------------------ | --------------- |
| 2000          | Clausthal-Zellerfeld | Monika Liedtke | Sonja Deiß         | Anja Klein      |
| 2001          | Jagdhaus             | Monika Liedtke | Gabriele Rutkowski | Sonja Deiß      |
| 2002          | Clausthal-Zellerfeld | Monika Liedtke | Gabriele Rutkowski | Kerstin Finze   |
| 2003          | Willingen            | Monika Liedtke | Gabriele Rutkowski | Nicole Kneller  |
| 2012          | Frankenhain          | Judith Wagner  | Steffi Eisenhauer  | Anna Rosenhuber |

#### Massenstart
| Meisterschaft | Meisterschaft        | Gold                | Silber             | Bronze              |
| ------------- | -------------------- | ------------------- | ------------------ | ------------------- |
| 2004          | Bayerisch Eisenstein | Monika Liedtke      | Birgit Kotiers     | Nicole Kneller      |
| 2005          | Altenberg            | Monika Liedtke      | Sandra Rhode       | Sandra Sommer       |
| 2006          | Oberhof              | Monika Liedtke      | Annette Stöcker    | Nicole Kneller      |
| 2007          | Frankenhain          | Nicole Kneller      | Monika Liedtke     | Andrea Ziegler      |
| 2008          | Bayerisch Eisenstein | Nicole Kneller      | Kirsten Mühlenkamp | Andrea Ziegler      |
| 2009          | Zinnwald             | Monika Liedtke      | Andrea Ziegler     | Barbara Pointner    |
| 2010          | Zinnwald             | Andrea Ziegler      | Kyra Hohage        | Stefanie Bösinghaus |
| 2011          | Bayerisch Eisenstein | Stefanie Bösinghaus | Steffi Graf        | Anna Rosenhuber     |
| 2013          | Altenberg            | Grit Otto           | Anna Rosenhuber    | Nina Winterkamp     |
| 2014          | Sonnenberg (Harz)    | Kerstin Schmidt     | Rieke De Mayer     | Grit Otto           |
| 2015          | Bayerisch Eisenstein | Judith Wagner       | Thordis Arnold     | Kerstin Schmidt     |
| 2016          | Altenberg            | Thordis Arnold      | Kerstin Schmidt    | Anita Flack         |
| 2017          | Altenberg            | Judith Wagner       | Kerstin Schmidt    | Elena Burkard       |
| 2018          | Bayerisch Eisenstein | Kerstin Schmidt     | Judith Wagner      | Sabrina Maurer      |
| 2019          | Jagdhaus             | Kerstin Schmidt     | Jana Landwehr      | Maike Stumpf        |

#### Einzel
| Meisterschaft | Meisterschaft     | Gold            | Silber       | Bronze        |
| ------------- | ----------------- | --------------- | ------------ | ------------- |
| 2021          | Sonnenberg (Harz) | Kerstin Schmidt | Anja Fischer | Annabel Handt |

#### Staffel
| Meisterschaft | Meisterschaft        | Gold                                                                | Silber                                                                     | Bronze                                                                 |
| ------------- | -------------------- | ------------------------------------------------------------------- | -------------------------------------------------------------------------- | ---------------------------------------------------------------------- |
| 2001          | Jagdhaus             | SC RotensteinGabriele Rutkowski Petra Nies Karola Busse             | SV DeiringsenIna Fietzke Anna Flocke Kirsten Mühlenkamp                    | BSC AdenauDagmar Pade Renate Wilken Vera Hartmann                      |
| 2002          | Clausthal-Zellerfeld | SC Rotenstein-WiebelsaatKarin Arnold Petra Nies Gabriele Rutkowski  | SC WilzenbergAura Sommer Ilona Greitemann Gabi Greitemann                  | BSBV BerlinJanet Franz Michaela Doberschütz Monika Liedtke             |
| 2003          | Willingen            | Landesverband BerlinMichaela Doberschütz Janet Franz Monika Liedtke | Landesverband SachsenNicole Hietzke Karin Scherwat Yvette Roch             | Landesverband RheinlandVanessa Kopschetzky Renate Wilken Helga Heering |
| 2004          | Bayerisch Eisenstein | BSBV BerlinJeannine Hoppe Janet Franz Monika Liedtke                | Landesverband RheinlandKirsten Mühlenkamp Marianne Klose Stefanie Glöckner | SC WilzenbergAnette Stöcker Ilona Greitemann Gabi Greitemann           |
| 2005          | Altenberg            | RheinlandKirsten Mühlenkamp Vanessa Kopschetzky Stefanie Glöckner   | SC WilzenbergAnette Stöcker Aura Sommer Sandra Rhode                       | SC RotensteinGabi Bodenstein Kyra Hohage Karin Arnold                  |
| 2006          | Oberhof              | RheinlandKirsten Mühlenkamp Nanda Lange Stefanie Glöckner           | Berlin-BrandenburgJeannine Hoppe Jessica Hänisch Monika Liedtke            | Westfalen IIAnnette Stöcker Sandra Rohde Aura Sommer                   |
| 2007          | Frankenhain          | Westfalen IAura Sommer Gabi Greitmann Anette Stöcker                | WürttembergJulia Baiker Vanessa Kluge Judith Wagner                        | Berlin IJeannine Hoppe Ildiko Schiller Monika Liedtke                  |
| 2008          | Bayerisch Eisenstein | Bayern ITanja Rosshuber Barbara Pointner Anita Cruchten             | Berlin IJeannine Hoppe Sonja Deiß Monika Liedtke                           | Westfalen IIKirsten Mühlenkamp Ira Kühne Kyra Hohage                   |
| 2009          | Zinnwald             | Bayern IAnita Cruchten Barbara Pointner Anna Rosenhuber             | Berlin ISonja Deiß Maike Stumpf Monika Liedtke                             | WürttembergJudith Wagner Nazli Ekici Elena Burkard                     |
| 2010          | Zinnwald             | Westfalen IKyra Hohage Stefanie Bösinghaus Thordis Arnold           | Berlin IMaike Stumpf Ildiko Schiller Sonja Deiß                            | Bayern ISteffi Graf Sabine Bückl Barbara Pointner                      |
| 2011          | Bayerisch Eisenstein | SC Rotenstein IStefanie Bösinghaus Katharina Vieweg Thordis Arnold  | Oberpfälzer SchützenbundLaura Biehler Mareike Vollath Kerstin Schmidt      | Bugschützen BurgrainBarbara Pointner Evi Reitmayer Anna Rosenhuber     |
| 2012          | Frankenhain          | Württemberg IJudith Wagner Franziska Mast Nazli Ekici               | Westfalen IIra Kühne Kyra Hohage Thordis Arnold                            | Berlin ISteffi Eisenhauer Simone Sternthal Anna Rosenhuber             |
| 2013          | Altenberg            | Württemberg IJudith Wagner Lisa Kellermann Franziska Mast           | Bayern IAnna Rosenhuber Simone Sternthal Thordis Arnold                    | WestfalenHeidrun Bowenkamp Kyra Hohage Nina Winterkamp                 |
| 2014          | Sonnenberg (Harz)    | Bayern IAnna Rosenhuber Steffi Eisenhauer Thordis Arnold            | Württemberg IAnja Fischer Lisa Kellermann Judith Wagner                    | Saarland 1Annika Schlegel Rieke De Mayer Ivana Kruijff                 |
| 2015          | Bayerisch Eisenstein | Bayern IAnna Rosenhuber Katarina von Dorp Thordis Arnold            | Württemberg ILisa Kellermann Anja Fischer Judith Wagner                    | OberpfalzPaula Heuberger Sarah Heuberger Kerstin Schmidt               |
| 2016          | Altenberg            | Bayern IIIHelena Kindermann Anita Flack Thordis Arnold              | Sachsen-AnhaltSimone Folz Rieke De Mayer Annika Schlegel                   | OberpfalzPaula Heuberger Sarah Heuberger Kerstin Schmidt               |
| 2017          | Altenberg            | Württemberg IElena Burkard Anja Fischer Judith Wagner               | Westfalen INina Chomse Konstanze Rosky Jana Landwehr                       | Bayern IIAnita Flack Andrea Graber Steffi Eisenhauer                   |
| 2018          | Bayerisch Eisenstein | Bayern IKristina Haslinger Anita Cruchten Sabrina Maurer            | Württemberg IAnja Fischer Karen Rödel Judith Wagner                        | Hessen IKarolina Kubusch Jana Steenbock Laura-Marie Wehrum             |
| 2019          | Jagdhaus             | Hessen IIILena Heere Stefanie Beul Charlotte Heßler                 | Bayern IAlexandra Semmler Sabrina Maurer Anita Cruchten                    | Württemberg IMadlen Guggenmos Vanessa Kluge Anja Fischer               |
| 2021          | Sonnenberg (Harz)    | Württemberg IMadlen Guggenmos Anja Fischer Karen Rödel              | Niedersachsen ISvenja List Ines Droste Kim Slaby                           | Württemberg IIKarin Heinzler Romy Linhart Tanja Mayer                  |

## Männer

### Kleinkaliber

#### Sprint
| Meisterschaft | Meisterschaft        | Gold             | Silber           | Bronze            |
| ------------- | -------------------- | ---------------- | ---------------- | ----------------- |
| 1999          | Clausthal-Zellerfeld | Roman Böttcher   | Peter Stöcker    | Kay Engelbracht   |
| 2000          | Clausthal-Zellerfeld | Roman Böttcher   | Peter Stöcker    | Gerald Zielinsky  |
| 2001          | Jagdhaus             | Roman Böttcher   | Gerald Zielinsky | Wilhelm Rösch     |
| 2002          | Clausthal-Zellerfeld | Roman Böttcher   | Wilhelm Rösch    | Michael Genz      |
| 2003          | Willingen            | Roman Böttcher   | Frank Röttgen    | Michael Genz      |
| 2004          | Bayerisch Eisenstein | Wilhelm Rösch    | Frank Röttgen    | Steffen Jabin     |
| 2005          | Altenberg            | Roman Böttcher   | Sven Kretzschmar | Wilhelm Rösch     |
| 2006          | Oberhof              | Frank Röttgen    | Wilhelm Rösch    | Wolfgang Kinzner  |
| 2007          | Frankenhain          | Frank Röttgen    | Stefan Leunig    | Robert Janikulla  |
| 2008          | Bayerisch Eisenstein | Steffen Jabin    | Christian Moser  | Franz Staudhammer |
| 2009          | Zinnwald             | Wolfgang Kinzner | Tobias Giering   | Robert Janikulla  |
| 2010          | Zinnwald             | Steffen Jabin    | Paul Böttner     | Wolfgang Kinzner  |
| 2011          | Bayerisch Eisenstein | Marcel Bräutigam | Christian Moser  | Alexander Görzen  |
| 2012          | Frankenhain          | Steffen Jabin    | Tobias Schröder  | Tobias Giering    |
| 2013          | Altenberg            | Michael Herr     | Tobias Schröder  | Peter Hoffmann    |
| 2014          | Sonnenberg (Harz)    | Tobias Schröder  | Hendrik Redeker  | Simon Schwarz     |
| 2015          | Bayerisch Eisenstein | Christian Heß    | Michael Herr     | Tobias Giering    |
| 2016          | Altenberg            | Tobias Schröder  | Christian Heß    | Paul Böttner      |
| 2017          | Altenberg            | Tobias Schröder  | Paul Böttner     | Peter Hoffmann    |
| 2018          | Bayerisch Eisenstein | Maximilian Janke | Steffen Jabin    | Dominik Hermle    |
| 2019          | Sonnenberg (Harz)    | Michael Herr     | Steffen Hannich  | Georg Paulmann    |
| 2021          | Sonnenberg (Harz)    | Steffen Hannich  | Thierry Langer   | Joshua Simon      |

#### Verfolgung
| Meisterschaft | Meisterschaft        | Gold           | Silber         | Bronze           |
| ------------- | -------------------- | -------------- | -------------- | ---------------- |
| 1999          | Clausthal-Zellerfeld | Roman Böttcher | Rudolf Paulus  | Gerald Zielinsky |
| 2000          | Clausthal-Zellerfeld | Roman Böttcher | Peter Stöcker  | Gerald Zielinsky |
| 2001          | Jagdhaus             | Roman Böttcher | Wilhelm Rösch  | Rudolf Paulus    |
| 2002          | Clausthal-Zellerfeld | Roman Böttcher | Wilhelm Rösch  | Michael Genz     |
| 2003          | Willingen            | Frank Röttgen  | Roman Böttcher | Martin Kalpein   |
| 2012          | Frankenhain          | Tobias Giering | Michael Herr   | Hendrik Redeker  |

#### Massenstart
| Meisterschaft | Meisterschaft        | Gold             | Silber           | Bronze           |
| ------------- | -------------------- | ---------------- | ---------------- | ---------------- |
| 2004          | Bayerisch Eisenstein | Frank Röttgen    | Steffen Jabin    | Wilhelm Rösch    |
| 2005          | Altenberg            | Frank Röttgen    | Steffen Jabin    | Michael Genz     |
| 2006          | Oberhof              | Frank Röttgen    | Wilhelm Rösch    | Wolfgang Kinzner |
| 2007          | Frankenhain          | Frank Röttgen    | Wolfgang Kinzner | Ralf Klauke      |
| 2008          | Bayerisch Eisenstein | Marcel Bräutigam | Tobias Giering   | Christian Moser  |
| 2009          | Zinnwald             | Wolfgang Kinzner | Robert Janikulla | Christian Moser  |
| 2010          | Zinnwald             | Christian Moser  | Wolfgang Kinzner | Tobias Schröder  |
| 2011          | Bayerisch Eisenstein | Marcel Bräutigam | Christian Moser  | Ralf Klauke      |
| 2013          | Altenberg            | Simon Schwarz    | Tobias Schröder  | Alexander Görzen |
| 2014          | Sonnenberg (Harz)    | Paul Böttner     | Tobias Schröder  | Ralf Klauke      |
| 2015          | Bayerisch Eisenstein | Christian Heß    | Michael Herr     | Christian Moser  |
| 2016          | Altenberg            | Tobias Schröder  | Paul Böttner     | Tobias Giering   |
| 2017          | Altenberg            | Peter Hoffmann   | Dominik Hermle   | Paul Böttner     |
| 2018          | Bayerisch Eisenstein | Maximilian Janke | Michael Herr     | Sven Keinath     |
| 2019          | Sonnenberg (Harz)    | Michael Herr     | Patryk Bryn      | Alexander Görzen |

#### Einzel
| Meisterschaft | Meisterschaft     | Gold           | Silber          | Bronze         |
| ------------- | ----------------- | -------------- | --------------- | -------------- |
| 2021          | Sonnenberg (Harz) | Thierry Langer | Steffen Hannich | Peter Hoffmann |

#### Staffel
| Meisterschaft | Meisterschaft        | Gold                                                                     | Silber                                                                 | Bronze                                                          |
| ------------- | -------------------- | ------------------------------------------------------------------------ | ---------------------------------------------------------------------- | --------------------------------------------------------------- |
| 2000          | Clausthal-Zellerfeld | SGi ZerbstGerald Zielinsky Harry Wandtke Reinhard Glöckner               | WSV Clausthal-ZellerfeldUlrich Grupe Roman Böttcher Jens Schreyer      | SV KippenheimOlaf Knauer Dietrich Fleig Guido Wernert           |
| 2001          | Jagdhaus             | WSV Clausthal-Zellerfeld IIUlrich Grupe Roman Böttcher Christian Kienzle | LV WestfalenMartin Kalpein Markus Hüsken Peter Stöcker                 | WSV Clausthal-Zellerfeld ISteffen Jach Sven Rokita Michael Jach |
| 2002          | Clausthal-Zellerfeld | LV RheinlandMartin Kalpein Herbert Zimmermann Frank Röttgen              | WSV Clausthal-ZellerfeldWilhelm Rösch Roman Böttcher Christian Kienzle | SGi ZerbstGerald Zielinsky Uwe Scherz Reinhard Glöckner         |
| 2003          | Willingen            | LV RheinlandMartin Kalpein Herbert Zimmermann Frank Röttgen              | Berliner SBVMichael Seifert Dietmar Liedtke Sebastian Blecke           | LV BayernThomas Bauer Alexander Gast Michael Genz               |
| 2004          | Bayerisch Eisenstein | LV NiedersachsenArnold Müller Wilhelm Rösch Stefan Leunig                | Berliner SBVMichael Seifert Dietmar Liedtke Sebastian Blecke           | SGi ZerbstGerald Zielinsky Uwe Scherz Reinhard Glöckner         |
| 2005          | Altenberg            | LV NiedersachsenAlexander Röder Roman Böttcher Wilhelm Rösch             | LV Bayern IIThomas Bauer Michael Genz Wolfgang Kinzner                 | LV RheinlandMarkus Hartmann Herbert Zimmermann Frank Röttgen    |
| 2006          | Oberhof              | LV Bayern IWolfgang Kinzner Christian Moser Frank Röttgen                | LV Sachsen-Anhalt IGerald Zielinsky Christoph Finze Steffen Jabin      | LV WestfalenRalf Klauke Peter Stöcker Jan Chomse                |
| 2007          | Frankenhain          | LV Bayern INico Alt Wolfgang Kinzner Frank Röttgen                       | LV Sachsen-AnhaltChristoph Finze Tobias Schröder Steffen Jabin         | LV Württemberg IIChristian Lenk Alexander Görzen Tobias Giering |
| 2008          | Bayerisch Eisenstein | LV ThüringenPaul Böttner Marcel Bräutigam Erik Lahl                      | LV WestfalenSimon Greitemann Jan Chomse Ralf Klauke                    | LV BayernNico Alt Thomas Bauer Tobias Schröder                  |
| 2009          | Zinnwald             | LV Thüringen IPaul Böttner Matthias Albrecht Robert Janikulla            | LV Bayern IFrank Röttgen Christian Moser Wolfgang Kinzner              | LV Württemberg IMichael Herr Alexander Görzen Tobias Giering    |
| 2010          | Zinnwald             | LV Thüringen IPaul Böttner Max Böttner Steffen Jabin                     | LV Bayern IChristian Moser Martin Holnburger Wolfgang Kinzner          | LV Württemberg IAlexander Görzen Daniel Hummel Tobias Giering   |
| 2011          | Bayerisch Eisenstein | LV Thüringen INiklas Heyser Paul Böttner Marcel Bräutigam                | LV WürttembergMichael Herr Tobias Giering Alexander Görzen             | LV WestfalenRalf Klauke Patrick Sapel Jan Chomse                |
| 2012          | Frankenhain          | LV Thüringen IPaul Böttner Max Böttner Steffen Jabin                     | LV Württemberg IAlexander Görzen Tobias Giering Michael Herr           | LV Bayern IMartin Holnburger Tom Hengstmengel Wolfgang Kinzner  |
| 2013          | Altenberg            | LV Sachsen-AnhaltPeter Hoffmann Christoph Finze Tobias Schröder          | LV Bayern IFlorian Schmidt Simon Schwarz Wolfgang Kinzner              | LV WürttembergAlexander Görzen Tobias Giering Michael Herr      |
| 2014          | Sonnenberg (Harz)    | LV Sachsen-AnhaltPeter Hoffmann Steffen Jabin Tobias Schröder            | LV Württemberg IMoritz Ratzmann Tobias Giering Alexander Görzen        | LV Württemberg IIMartin Vollmer Tim Schäfer Gunnar Erz          |
| 2015          | Bayerisch Eisenstein | LV Thüringen IPaul Böttner Max Böttner Michael Herr                      | LV Niedersachsen IDennis Gerdau Hendrik Berner Steffen Hannich         | LV Sachsen-Anhalt IGrit Otto Christoph Finze Peter Hoffmann     |
| 2016          | Altenberg            | LV WürttembergDominik Hermle Alexander Görzen Tobias Giering             | LV Sachsen-AnhaltPeter Hoffmann Christoph Finze Tobias Schröder        | LV Niedersachsen IGeorg Paulmann Hendrik Berner Steffen Hannich |
| 2017          | Altenberg            | LV Sachsen-Anhalt IPeter Hoffmann Andreas Hoffmann Tobias Schröder       | LV Württemberg IDominik Hermle Alexander Görzen Tobias Giering         | LV Niedersachsen IGeorg Paulmann Dennis Gerdau Steffen Hannich  |
| 2018          | Bayerisch Eisenstein | Thüringen IPaul Böttner Maximilian Janke Michael Herr                    | LV Sachsen-AnhaltPeter Hoffmann Steffen Jabin Tobias Schröder          | Württemberg ISven Keinath Tobias Giering Dominik Hermle         |
| 2019          | Sonnenberg (Harz)    | Thüringen IPaul Böttner Michael Herr Patryk Bryn                         | Württemberg IAlexander Görzen Tobias Giering Dominik Hermle            | Niedersachsen IGeorg Paulmann Thierry Langer Steffen Hannich    |
| 2021          | Sonnenberg (Harz)    | Niedersachsen IHendrik Berner Georg Paulmann Steffen Hannich             | Württemberg IDominik Hermle Tobias Giering Lukas Adam                  | Thüringen IPaul Pfauch Paul Böttner Julius Hofmann              |

### Luftgewehr

#### Sprint
| Meisterschaft | Meisterschaft        | Gold               | Silber           | Bronze            |
| ------------- | -------------------- | ------------------ | ---------------- | ----------------- |
| 2000          | Clausthal-Zellerfeld | Kai-Uwe Bodenstein | Harald Schröder  | Arnold Müller     |
| 2001          | Jagdhaus             | Frank Röttgen      | Ralf Klauke      | Niels Milde       |
| 2002          | Clausthal-Zellerfeld | Markus Hüsken      | Thomas Bauer     | Franz Staudhammer |
| 2003          | Willingen            | Sebastian Blecke   | Steffen Jabin    | Carlo Alfinito    |
| 2004          | Bayerisch Eisenstein | Steffen Jabin      | Markus Lichte    | Sebastian Blecke  |
| 2005          | Altenberg            | Steffen Jabin      | Ralf Klauke      | Sebastian Blecke  |
| 2006          | Oberhof              | Willi Schafroth    | Karsten Krökel   | Walter Johnen     |
| 2007          | Frankenhain          | Matthias Raab      | Tobias Giering   | Alexander Görzen  |
| 2008          | Bayerisch Eisenstein | Steffen Jabin      | Christian Moser  | Markus Giering    |
| 2009          | Zinnwald             | Markus Giering     | Markus Lichte    | Henning Müller    |
| 2010          | Zinnwald             | Tobias Schröder    | Niklas Heyser    | Steffen Jabin     |
| 2011          | Bayerisch Eisenstein | Markus Giering     | Daniel Hummel    | Simon Schwarz     |
| 2012          | Frankenhain          | Tobias Schröder    | Alexander Görzen | Simon Schwarz     |
| 2013          | Altenberg            | Peter Hoffmann     | Tobias Giering   | Tobias Schröder   |
| 2014          | Sonnenberg (Harz)    | Simon Schwarz      | Tobias Schröder  | Peter Hoffmann    |
| 2015          | Bayerisch Eisenstein | Tobias Schröder    | Michael Herr     | Steffen Hannich   |
| 2016          | Altenberg            | Alexander Görzen   | Tobias Giering   | Tobias Schröder   |
| 2017          | Altenberg            | Tobias Schröder    | Tobias Giering   | Steffen Hannich   |
| 2018          | Bayerisch Eisenstein | Steffen Hannich    | Sven Keinath     | Tobias Giering    |
| 2019          | Jagdhaus             | Tobias Giering     | Dominik Mages    | Georg Paulmann    |
| 2021          | Sonnenberg (Harz)    | Steffen Hannich    | Georg Paulmann   | Hans Wurmer       |

#### Verfolgung
| Meisterschaft | Meisterschaft        | Gold              | Silber             | Bronze          |
| ------------- | -------------------- | ----------------- | ------------------ | --------------- |
| 2000          | Clausthal-Zellerfeld | Harald Schröder   | Kai-Uwe Bodenstein | Axel Henke      |
| 2001          | Jagdhaus             | Michael Genz      | Niels Milde        | Sandro Löbel    |
| 2002          | Clausthal-Zellerfeld | Franz Staudhammer | Thomas Bauer       | Markus Hüsken   |
| 2003          | Willingen            | Sebastian Blecke  | Steffen Jabin      | Carlo Alfinito  |
| 2012          | Frankenhain          | Alexander Görzen  | Tobias Giering     | Tobias Schröder |

#### Massenstart
| Meisterschaft | Meisterschaft        | Gold               | Silber            | Bronze                |
| ------------- | -------------------- | ------------------ | ----------------- | --------------------- |
| 2004          | Bayerisch Eisenstein | Sebastian Blecke   | Henning Müller    | Matthias Raab         |
| 2005          | Altenberg            | Christoph Triebold | Ralf Klauke       | Sebastian Blecke      |
| 2006          | Oberhof              | Karsten Krökel     | Willi Schafroth   | Karlo Trivelli        |
| 2007          | Frankenhain          | Markus Giering     | Christian Lenk    | Christian Moser       |
| 2008          | Bayerisch Eisenstein | Markus Giering     | Daniel Hummel     | Albert Hinterstoisser |
| 2009          | Zinnwald             | Markus Giering     | Franz Staudhammer | Norbert Utz           |
| 2010          | Zinnwald             | Niklas Heyser      | Daniel Hummel     | Simon Schwarz         |
| 2011          | Bayerisch Eisenstein | Markus Giering     | Daniel Hummel     | Tobias Giering        |
| 2013          | Altenberg            | Tobias Giering     | Patrick Sapel     | Simon Schwarz         |
| 2014          | Sonnenberg (Harz)    | Alexander Görzen   | Simon Schwarz     | Andreas Beulertz      |
| 2015          | Bayerisch Eisenstein | Tobias Giering     | Peter Hoffmann    | Michael Herr          |
| 2016          | Altenberg            | Tobias Giering     | Tobias Schröder   | Andreas Beulertz      |
| 2017          | Altenberg            | Thomas Haslinger   | Dominik Hermle    | Paul Böttner          |
| 2018          | Bayerisch Eisenstein | Sammy Schu         | Sven Keinath      | Tobias Giering        |
| 2019          | Jagdhaus             | Steffen Hannich    | Michael Herr      | Dominik Hermle        |

#### Einzel
| Meisterschaft | Meisterschaft     | Gold            | Silber      | Bronze        |
| ------------- | ----------------- | --------------- | ----------- | ------------- |
| 2021          | Sonnenberg (Harz) | Steffen Hannich | Hans Wurmer | Steffen Jabin |

#### Staffel
| Meisterschaft | Meisterschaft        | Gold                                                                | Silber                                                                 | Bronze                                                                 |
| ------------- | -------------------- | ------------------------------------------------------------------- | ---------------------------------------------------------------------- | ---------------------------------------------------------------------- |
| 2000          | Clausthal-Zellerfeld | SC RotensteinKai-Uwe Bodenstein Ralf Nies Klaus Guthof              | BSC AdenauHarald Schröder Karlo Trivelli Daniel Hennig                 | SV Rehburg-StadtAndreas Kahle Daniel Haupt Karsten Jonnasson           |
| 2001          | Jagdhaus             | SC RotensteinKai-Uwe Bodenstein Frank Röttgen Frank Klaka           | SV AllerbüttelChristoph Triebold Bernd Hornburg Jörg Schuleit          | BSC Adenau IKarlo Trivelli Winfried Hendges Harald Schröder            |
| 2002          | Clausthal-Zellerfeld | LV BayernAndreas Eder Franz Staudhammer Thomas Bauer                | LV WestfalenKai-Uwe Bodenstein Markus Hüsken Marco Geels               | SC WilzenbergRalf Klauke Jens Kerl Markus Schlichte                    |
| 2003          | Willingen            | SG BingenAndreas Tempelfeld Axel Henke Carlo Alfinito               | LV NiedersachsenChristoph Triebold Udo Müller Arnold Müller            | SC WillingenJörn Milde Lars-Eric Schinze Niels Milde                   |
| 2004          | Bayerisch Eisenstein | LV Bayern IAxel Reiner Matthias Raab Christian Moser                | LV NiedersachsenHenning Müller Jörg Glowinke Udo Müller                | SV Harpfing IChristian Huber Thomas Deser Franz Staudhammer            |
| 2005          | Altenberg            | Skiclub KöthenAndreas Hoffmann Torsten Franke Steffen Jabin         | LV Rheinland IMarkus Hartmann Stephan Werner Frank Röttgen             | LV Bayern IThomas Deser Axel Reiner Matthias Raab                      |
| 2006          | Oberhof              | LV Bayern IWolfgang Kinzner Christian Moser Frank Röttgen           | LV Sachsen-Anhalt IGerald Zielinsky Christoph Finze Steffen Jabin      | LV WestfalenRalf Klauke Peter Stäcker Jan Chomse                       |
| 2007          | Frankenhain          | LV Bayern IMatthias Raab Wolfgang Kinzner Christian Moser           | LV Württemberg IIIMarkus Giering Christian Lenk Tobias Giering         | LV Bayern IIChristian Fink Thomas Bauer Frank Röttgen                  |
| 2008          | Bayerisch Eisenstein | LV Hessen IMarcel Saur Markus Kessler Niklas Heyser                 | LV Bayern IFranz Staudhammer Albert Hinterstoisser Christian Moser     | LV Württemberg IMarkus Giering Tobias Giering Daniel Hummel            |
| 2009          | Zinnwald             | LV Sachsen-Anhalt IAndreas Hoffmann Tobias Schröder Christoph Finze | SV Harpfing BayernThomas Deser Albert Hinterstoisser Franz Staudhammer | LV Bayern IAxel Reiner Christian Fink Thomas Bauer                     |
| 2010          | Zinnwald             | LV Sachsen-Anhalt IChristoph Finze Tobias Schröder Steffen Jabin    | LV Württemberg IDaniel Hummel Tobias Giering Markus Giering            | LV Hessen IIINiklas Heyser Per Heyser Matthias Giese                   |
| 2011          | Bayerisch Eisenstein | LV Württemberg IDaniel Hummel Tobias Giering Markus Giering         | SC 1927 Köthen IAndreas Hoffmann Christoph Finze Tobias Schröder       | LV Westfalen ITobias Heutmann Ralf Klauke Patrick Sapel                |
| 2012          | Frankenhain          | LV Sachsen-Anhalt IIAndreas Hoffmann Steffen Jabin Tobias Schröder  | LV Württemberg IDaniel Hummel Alexander Görzen Tobias Giering          | LV Württemberg IIChristoph Auer Robin Bantle Michael Herr              |
| 2013          | Altenberg            | LV Sachsen-Anhalt IAndreas Hoffmann Peter Hoffmann Tobias Schröder  | LV Württemberg IDaniel Hummer Tobias Giering Michael Herr              | LV Württemberg IIChristoph Auer Sebastian Fahnenstich Alexander Görzen |
| 2014          | Sonnenberg (Harz)    | LV Württemberg IChristoph Auer Tobias Giering Alexander Görzen      | LV Sachsen-Anhalt IPeter Hoffmann Steffen Jabin Tobias Schröder        | LV Westfalen IRalf Klauke Marcel D’Hondt Andreas Beulertz              |
| 2015          | Bayerisch Eisenstein | LV Württemberg IAlexander Görzen Christian Öhm Tobias Giering       | LV ThüringenPhilipp Usbeck Paul Böttner Michael Herr                   | LV Westfalen IRalf Klauke Paul Beulertz Florian Herr                   |
| 2016          | Altenberg            | LV Bayern IIJohannes Brunner Dominik Mages Korbinian Sautter        | LV Württemberg ITobias Giering Christian Öhm Alexander Görzen          | LV Niedersachsen IGeorg Paulmann Björn Frieling Steffen Hannich        |
| 2017          | Altenberg            | LV Württemberg IAlexander Görzen Christian Öhm Tobias Giering       | LV Bayern IIIDominik Mages Stefan Schmaus Thomas Haslinger             | LV Sachsen-Anhalt ISteffen Jabin Andreas Hoffmann Tobias Schröder      |
| 2018          | Bayerisch Eisenstein | LV Württemberg IDominik Hermle Sven Keinath Tobias Giering          | LV Bayern IDominik Mages Hans Wurmer Korbinian Sautter                 | LV Niedersachsen IHendrik Berner Björn Frieling Steffen Hannich        |
| 2019          | Jagdhaus             | LV Niedersachsen IGeorg Paulmann Hendrik Berner Steffen Hannich     | LV Bayern IStefan Maurer Hans Wurmer Dominik Mages                     | LV Württemberg IMarcel Wagner Dominik Hermle Tobias Giering            |
| 2021          | Sonnenberg (Harz)    | LV Niedersachsen IGeorg Paulmann Hendrik Berner Steffen Hannich     | LV Bayern IHans Wurmer Dominik Mages Sebastian Ernst                   | LV Württemberg ITobias Giering Simon Klaiber Dominik Hermle            |